# أندي ديكسون
أندي ديكسون هو موسيقي كندي، ولد في 25 أغسطس 1979.

## وصلات خارجية
- الموقع الرسمي
- أندي ديكسون على موقع ميوزك برينز (الإنجليزية)
- أندي ديكسون على موقع ميوزك برينز (الإنجليزية)
- أندي ديكسون على موقع ديسكوغز (الإنجليزية)
- أندي ديكسون على موقع ديسكوغز (الإنجليزية)